# Chironomus perangustatus
Chironomus perangustatus är en tvåvingeart som beskrevs av Maurice Emile Marie Goetghebuer 1952. Chironomus perangustatus ingår i släktet Chironomus och familjen fjädermyggor.
Artens utbredningsområde är Belgien. Inga underarter finns listade i Catalogue of Life.